# توري أموس
توري أموس (بالإنجليزية: Tori Amos) (ولدت ميرا الين أموس ,22 غشت 1963) مغنية، عازفة بيانو وكاتبة أغاني أمريكية.

## حياتها
ولدت أموس في نيوتون, كارولينا الشمالية. عند سن 2 انتقلت عائلتها إلى بالتيمور,ماريلاند. حيث بدأت عزف البيانو، وحين بلغت من العمر خمس سنوات بدأت في تاليف القطع الموسيقية بالبيانو.

## ألبوماتها
حتى الآن أصدرت أموس 15 ألبوما خلال مسيرتها الفنية منفردة ,9 من هذه الالبومات كانت من إنتاجها الشخصي
- Little Earthquakes (1992)
- Under The Pink (1994)
- Boys For Pele (1996)
- From the Choirgirl Hotel (1998)
- To Venus and Back (1999)
- Strange Little Girls (2001)
- Scarlet's Walk (2002)
- The Beekeeper (2005)
- American Doll Posse (2007)
- Abnormally Attracted to Sin (2009)
- Midwinter Graces (2009)
- (2011) Night of Hunters
- Gold Dust (2012)
- Unrepentant Geraldines (2014)
- Native Invader (2017)
- Ocean to Ocean (2021)

## روابط خارجية
- توري أموس على موقع IMDb (الإنجليزية)
- توري أموس على موقع ميوزك برينز (الإنجليزية)
- توري أموس على موقع ميوزك برينز (الإنجليزية)
- توري أموس على موقع رولينغ ستون (الإنجليزية)
- توري أموس على موقع تيرنر كلاسيك موفيز (الإنجليزية)
- توري أموس على موقع أول موفي (الإنجليزية)
- توري أموس على موقع إن إن دي بي (الإنجليزية)
- توري أموس على موقع أول ميوزيك (الإنجليزية)
- توري أموس على موقع ديسكوغز (الإنجليزية)
- توري أموس على موقع ديسكوغز (الإنجليزية)
- توري أموس على موقع ديسكوغز (الإنجليزية)